# Idraulico

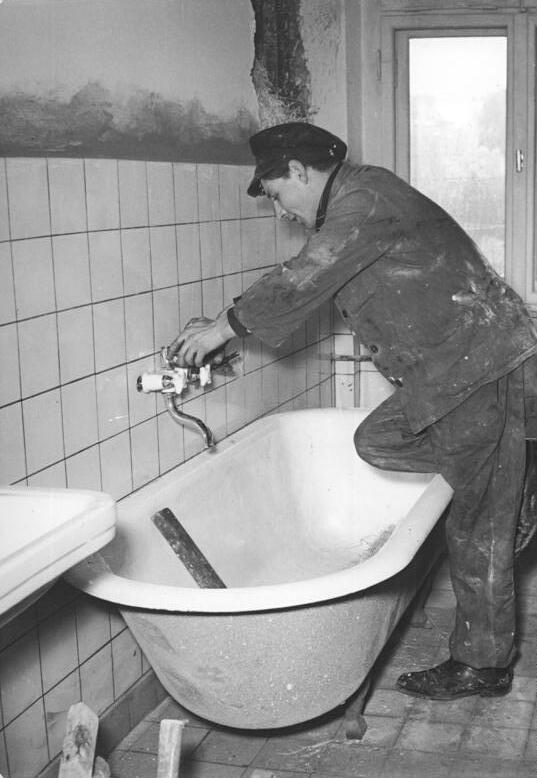
Un idraulico a Berlino nel 1952.

L'idraulico, spesso chiamato sanitario nella Svizzera italiana, è una figura professionale che può operare in vari ambiti dell'idraulica e della termoidraulica. La formazione si svolge tramite apprendistato, scuola professionale o istituto tecnico industriale.

## Attività
Si occupa della realizzazione di impianti idraulici, di riscaldamento, condizionamento e gas, come la realizzazione, installazione o messa a norma di impianti industriali e civili, trattando dunque dell'applicazione dei principi della termotecnica e della meccanica dei fluidi.
Con le nuove tecnologie opera anche nella riqualificazione energetica degli edifici, con impianti a basso consumo energetico con impianti radianti a pavimento, parete e soffitto, caldaie a gas ad alto rendimento a condensazione, caldaie a pellet, pompe di calore e impianti di ricambio aria (vmc).